# Миссия наблюдателей Европейского Союза в Грузии

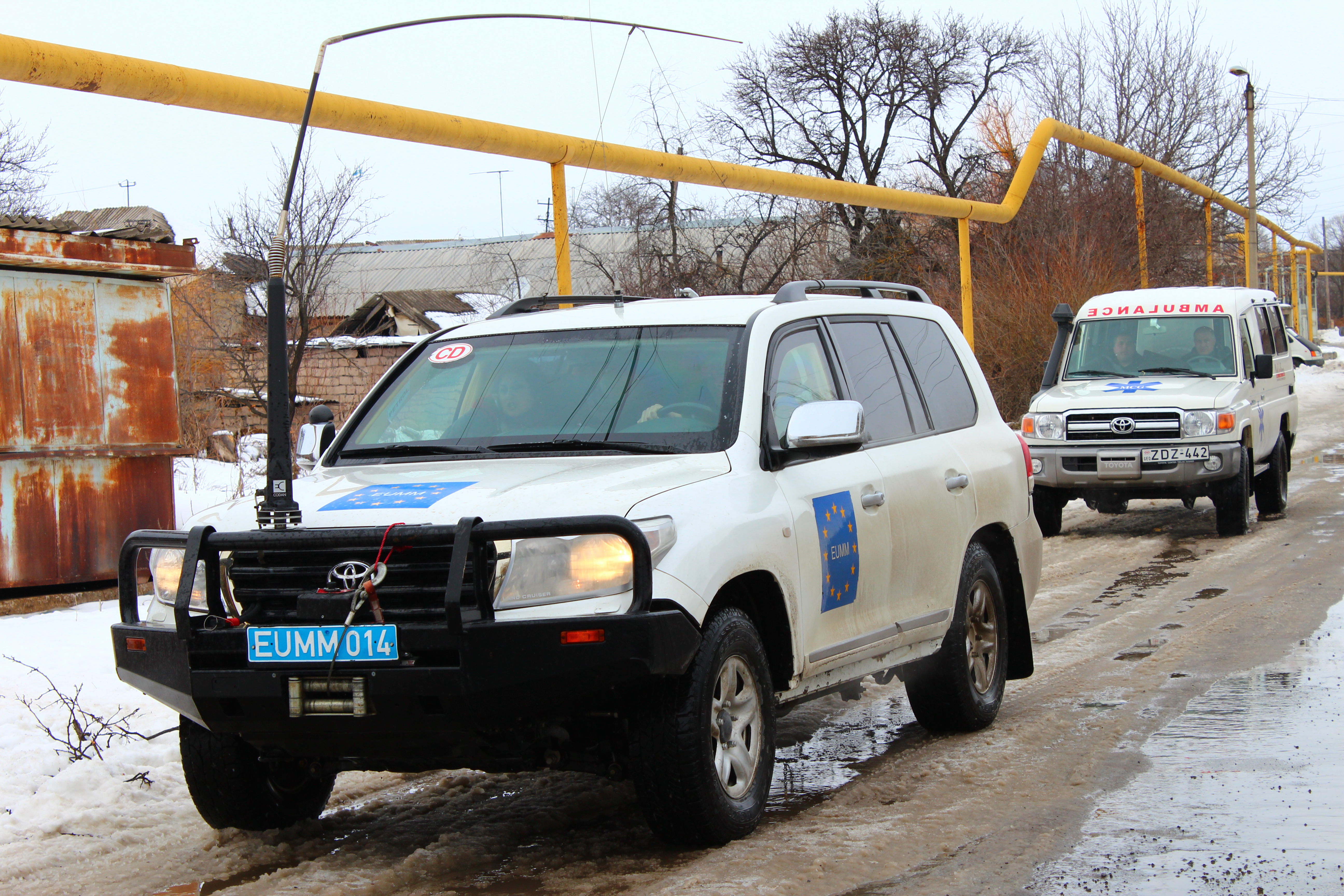
Представители миссии в Грузии в 2012 году

Миссия наблюдателей Европейского Союза в Грузии (МНЕС; англ. European Union Monitoring Mission in Georgia) — это гражданский миротворческий наблюдательный контингент, созданный Европейским Союзом на территории Грузии в 2008 году после войны на её территории. МНЕС ведёт наблюдение за развитием конфликта между Грузией и сепаратистскими государствами (Южной Осетией и Абхазией).
МНЕС фактически заменил две предыдущие миссии: выведенную с территории Грузии в 2008 году Миссию ОБСЕ в Грузии и выведенную в 2009 году Миссию ООН по наблюдению в Грузии (МООННГ). 

## Цели
Мандат миссии — это стабилизация, нормализация и укрепление доверия, а также отчетность перед ЕС (информирование европейских политиков и, таким образом, поддержка будущего участия ЕС в регионе). Изначально срок мандата составлял 12 месяцев, но к декабрю 2018 года он был продлён пять раз. 

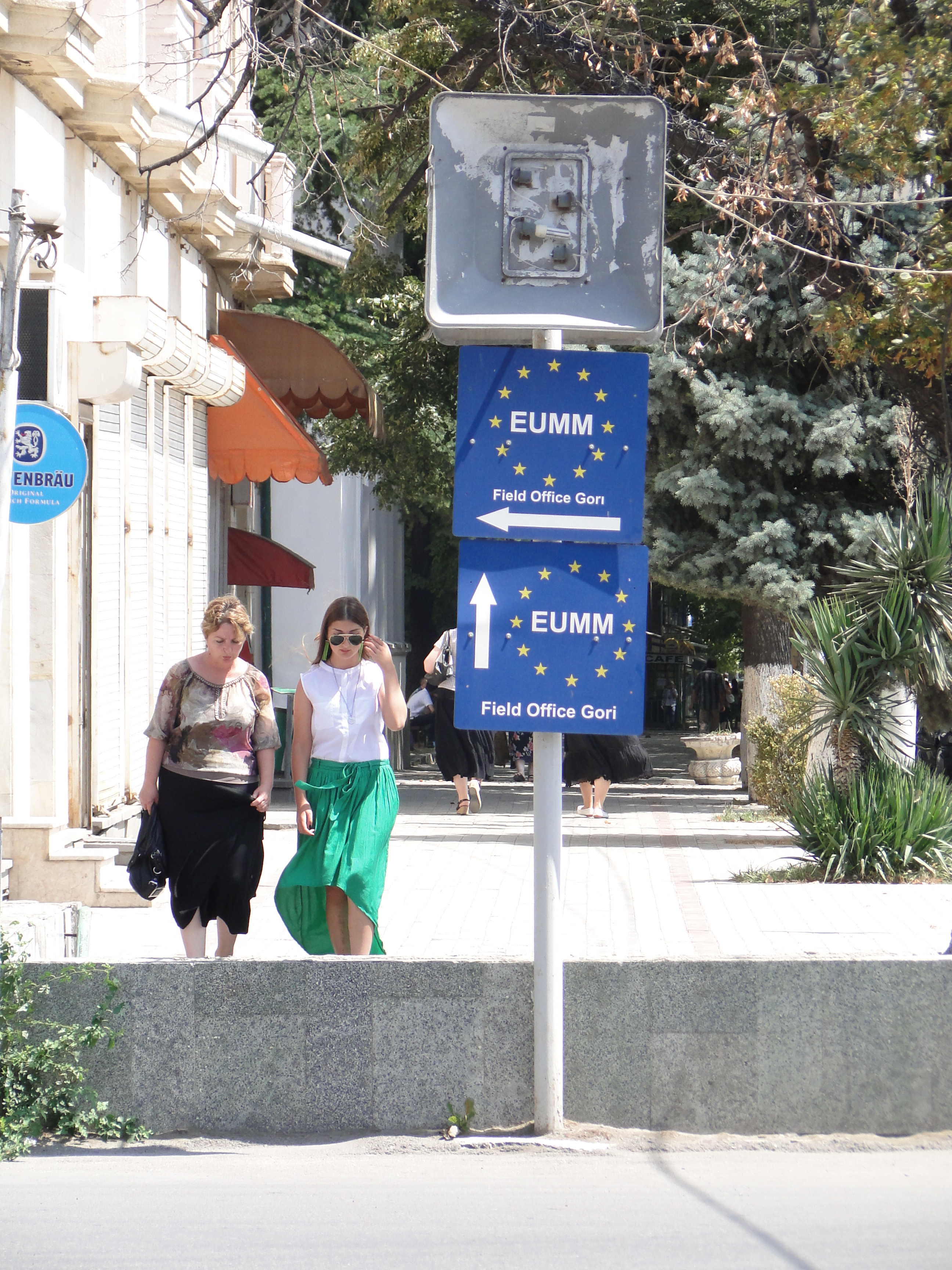
Указатели к офисам отделения МНЕС в Гори

На сайте организации заявлено, что миссия работает над недопущением возобновления вооружённого конфликта, а также содействует обеспечению безопасности местного населения территорий, прилегающих к административной границе самопровозглашённых Абхазии и Южной Осетии. Миссия нацелена на создание условий, при которых гражданские лица могут без страха и препятствий пересекать административные границы этих регионов. 
При этом на 2017 год деятельность миссии остаётся непрозрачной для абсолютного большинства местных жителей, а власти Южной Осетии продолжают отказывать в доступе на свои территории.

## Структура и финансирование
Миссия имеет штаб-квартиру в Тбилиси и три региональных полевых отделения в Мцхете, Гори и Зугдиди. Все 27 государств-членов ЕС предоставляют персонал из различных гражданских, полицейских и военных организаций.
На 2008 год EUMM насчитывал примерно 330 сотрудников, из которых около 250 являлись наблюдателями из 26 из 27 государств-членов Европейского Союза. На 2022 год бюджет миссии (со штатом около 200 наблюдателей ЕС) составляет 47 141 000 евро.
Программа предотвращения инцидентов и Механизм реагирования (IPRM) -

## История
1 октября 2008 года миссия наблюдателей от Европейского союза в Грузии (МНЕС) начала работать в зоне конфликта (вдоль границ Абхазии и Южной Осетии) с целью контроля за соблюдением перемирия (то есть выводом российских войск) из грузинских районов, прилегающих к республикам Южная Осетия и Абхазия, процесс вывода планировалось завершить до 10 октября 2008 года.
2 сентября 2009 года Представители МНЕС заявили, что они обеспокоены заявлениями грузинской, абхазской и российской сторон по вопросу морской блокады Абхазии, и эта проблема должна быть включена в повестку дня заседания в рамках Программы IPRM между сторонами, запланированными на 8 сентября в Гали.
25 апреля 2012 года правительство Абхазии объявило главу МНЕС в Грузии Анджея Тышкевича персоной нон грата, обвинив его в предвзятом отношении к позиции Грузии в конфликте.
В 2013 году МНЕС учредила «Специальную премию ЕС за мирную журналистику», чтобы отметить журналистов, которые своими репортажами вносят свой вклад в мирные отношения в Грузии.
С 2015 года миссия расширила свою деятельность, создав «Фонд укрепления доверия» для поддержки небольших проектов "по укреплению доверия между конфликтующими сторонами".